# Murdannia hookeri
Murdannia hookeri là một loài thực vật có hoa trong họ Commelinaceae. Loài này được (C.B.Clarke) G.Brückn. mô tả khoa học đầu tiên năm 1930.